# Eriogonum angelense
Eriogonum angelense är en slideväxtart som beskrevs av Reid Venable Moran. Eriogonum angelense ingår i släktet Eriogonum och familjen slideväxter. Inga underarter finns listade i Catalogue of Life.